# Gaius Iulius Artemo
Gaius Iulius Artemo war ein im 2. oder 3. Jahrhundert n. Chr. lebender Angehöriger des römischen Ritterstandes (Eques).
Durch zwei Weihinschriften auf Altären, die beim Kastell Mainhardt gefunden wurden und die bei der EDCS auf 151/250 datiert werden, ist belegt, dass Artemo Kommandeur (Praefectus) der Cohors I Asturum war, die zu diesem Zeitpunkt in der Provinz Germania superior stationiert war.
Die beiden Altäre gehören zu einer Reihe von fünf Altären, die beim Kastell Mainhardt gefunden wurden. Jedes Jahr wurde dem Jupiter (Iovi Optimo Maximo) am 1. Januar ein Altar geweiht, wenn im Rahmen einer alljährlichen Zeremonie die Treuegelübde auf den Kaiser geleistet wurden. Die Altäre aus früheren Jahren wurden dann feierlich nahe dem Exerzierplatz des Kastells vergraben.
Durch eine weitere Weihinschrift auf einem Altar, der in Aquincum gefunden wurde und der bei der EDCS auf 151/200 datiert wird, ist belegt, dass er Tribunus militum in der Legio II Adiutrix war, die zu diesem Zeitpunkt in der Provinz Pannonia inferior stationiert war.